# HRK Gorica Velika Gorica
Hrvatski rukometni klub "Gorica" (HRK Gorica; Gorica) je muški rukometni klub iz Velike Gorice, Zagrebačka županija. U sezoni 2017./18. prva momčad kluba je osvojila 9. mjesto u hrvatskoj "Premijer ligi", dok je druga momčad osvojila 9. mjesto u 3. HRL - "Središte". 

## O klubu
U Velikoj Gorici se rukomet igra od 1955. godine i tada dolazi do osnutka kluba RK "Radnik", koji djeluje do 1963. godine, kada se privremeno gasi. Klub potom obnavlja rad 1968. i djeluje do 1969. Klub obnavlja rad 1977. godine, te nastupa uglavnom u Međuopćinskoj ligi. "Radnik" je 1990. godine ostvario plasman u Hrvatsku rukometnu ligu. U prvoj sezoni po osamostaljenju Hrvatske i početka Domovinskog Rata, 1992. godine, Radnik osvaja skupinu 2. HRL. Tijekom 1992. godine se mijenja ime u Gorica, te klub nastupa u 1. B HRL do sezone 1998./99, a potom ponovno u 2. HRL, te 3. HRL - Središte, koju osvaja 2001. godine, i ulazi u 2. HRL - Zapad, koju osvaja u sezoni 2003./04., kada i ostvaruje plasman u tada 1. HRL (kasnije Premijer ligu), u kojoj igra do 2008. godine, a vraća se u najviši stupanj hrvatske lige 2010. godine, u kojoj dalje nastupa. U sezoni 2017./18. je Gorica nastupila u EHF kupu.  

## Uspjesi
1. HRL
- prvak: 2009./10.

Hrvatski rukometni kup
- 3. mjesto: 2004./05.

## Poveznice
- hrk-gorica.hr - službene stranice
- HRK Gorica, facebook stranica
- hrs.hr, Gorica, rezultati  Arhivirana inačica izvorne stranice od 22. kolovoza 2018. (Wayback Machine)
- sportilus.com, Hrvatski rukometni klub Gorica
- rszz.info, rszz.info - Rukometni savez Zagrebačke županije, HRK Gorica
- eurohandball.com, HRK Gorica